# Livilla genistae
Livilla genistae är en insektsart som beskrevs av Ramirez Gomez 1956. Livilla genistae ingår i släktet Livilla och familjen rundbladloppor. Inga underarter finns listade i Catalogue of Life.